# Jonathan Ruttens
Jonathan Ruttens (Brussel, 24 augustus 1987) is een voormalige voetballer. Zijn positie was doelman. 
Ruttens kwam eerder uit voor KVC Westerlo, waar hij drie wedstrijden speelde in de hoogste afdeling. Omdat hij bij Westerlo slechts weinig aan de bak kwam, werd hij in 2007 voor één seizoen uitgeleend aan tweedeklasser OH Leuven. De Leuvense fusieclub nam Ruttens in het seizoen 2008-2009 definitief over. In 2011 verhuisde hij naar KSK Heist.
In de zomer van 2013 besloot Ruttens om te stoppen met voetballen nadat hij geen nieuw contract kreeg bij Heist.